# Cricketbat
Een cricketbat wordt door de slagman gehanteerd bij cricket.
Dit gespecialiseerde slaghout is een beetje als een peddel gevormd met een platte zijde en een vlakke, V-vormige kant. De vlakke kant wordt gebruikt om de bal te slaan. Het bat wordt traditioneel van wilgenhout gemaakt, specifiek van de witte wilg. (Salix alba var. caerulea), behandeld met lijnzaadolie. Dit hout wordt gebruikt omdat het heel vast is en schokbestendig, en niet indeukt of splintert bij de impact van een bal op hoge snelheid, terwijl het ook nog eens weinig weegt. De spelregels laten de maximale afmetingen niet meer zijn dan 965 mm lengte en 108 mm breedte. Een bat weegt meestal van 1,1 tot 1,4 kg. Het handvat is meestal bedekt met rubber.

## Trivia
Cricket Bat was ook de bijnaam van de Norton CS1, een motorfiets uit 1929, waarbij de koningsas samen met het carter op een slaghout leek.

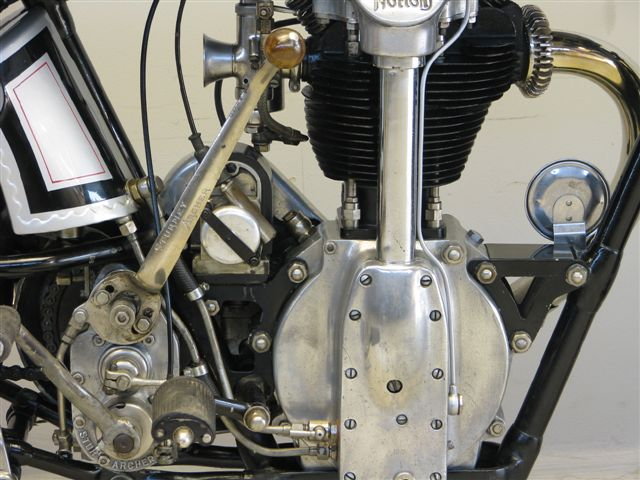
'Cricket Bat' van de Norton CS1